# کهوییه
کهوییه یک روستا در ایران است که در شهرستان سیرجان واقع شده‌است. کهوییه ۲۲۵ نفر جمعیت دارد.